# Juan Ramos Camarero
Juan Ramos Camarero (Íllora, Granada, 1944 - Barcelona, 14 de octubre de 2011) fue un político comunista español.

## Biografía
A los 13 años se estableció en Cornellá de Llobregat, donde trabajó en la empresa Siemens. Durante los años 1960 ingresó en Comisiones Obreras (CCOO) y formó parte de los jurados de empresa en el Sindicato Vertical. También militaba en el Partido Socialista Unificado de Cataluña (PSUC), del que fue miembro del Comité Ejecutivo. También fue secretario de la Confederación del Metal de CCOO de Cataluña.
Fue elegido diputado al Congreso por la circunscripción electoral de Barcelona en las elecciones generales de 1977 y 1979. Dimitió de su escaño para presentarse a las elecciones al Parlamento de Cataluña de 1980, en las que fue elegido. Miembro del llamado sector pro-soviético del PSUC, en diciembre de 1981 fue expulsado y en 1982 fundó, con Pere Ardiaca y otros escindidos, el Partido de los Comunistas de Cataluña (PCC). 
Posteriormente fue Secretario General del Partido Comunista de los Pueblos de España (PCPE), del que en 1988 encabezó el sector contrario a continuar en Izquierda Unida, lo que motivo la ruptura del PCC con el PCPE. En 2002 fue relevado de su cargo como Secretario General del PCPE por Carmelo Suárez, sindicalista canario y fundador de la Fundación Obrera de Investigación y Cultura.
Murió en octubre de 2011 a los 67 años de edad.